# Hamamlıkızık, Yıldırım
Hamamlıkızık là một xã thuộc quận Yıldırım, tỉnh Bursa, Thổ Nhĩ Kỳ. Dân số thời điểm năm 2011 là 593 người.